# Валя-Чорій (комуна)
Валя-Чорій (рум. Valea Ciorii) — комуна у повіті Яломіца в Румунії. До складу комуни входять такі села (дані про населення за 2002 рік):
- Букша (223 особи)
- Валя-Чорій (1141 особа)
- Думітрешть (172 особи)
- Мурджанка (481 особа)

Комуна розташована на відстані 119 км на схід від Бухареста, 22 км на північний схід від Слобозії, 105 км на північний захід від Констанци, 87 км на південний захід від Галаца.

## Населення
За даними перепису населення 2002 року у комуні проживали 2017 осіб.
Національний склад населення комуни:
| Національність | Кількість осіб | Відсоток |
| -------------- | -------------- | -------- |
| румуни         | 2011           | 99,7%    |
| цигани         | 6              | 0,3%     |

Рідною мовою назвали:
| Мова      | Кількість осіб | Відсоток |
| --------- | -------------- | -------- |
| румунська | 2011           | 99,7%    |
| циганська | 6              | 0,3%     |

Склад населення комуни за віросповіданням:
| Релігія        | Кількість осіб | Відсоток |
| -------------- | -------------- | -------- |
| православні    | 2011           | 99,7%    |
| греко-католики | 6              | 0,3%     |